# Donna Gurr
Donna-Marie Gurr (Vancouver, 18 febbraio 1955) è un'ex nuotatrice canadese.
Specializzata nel dorso ha vinto la medaglia di bronzo nei 200 m dorso ai Giochi olimpici di Monaco 1972.

## Palmarès
- Olimpiadi
  - Monaco 1972: bronzo nei 200 m dorso.